# Max Kirschbaum

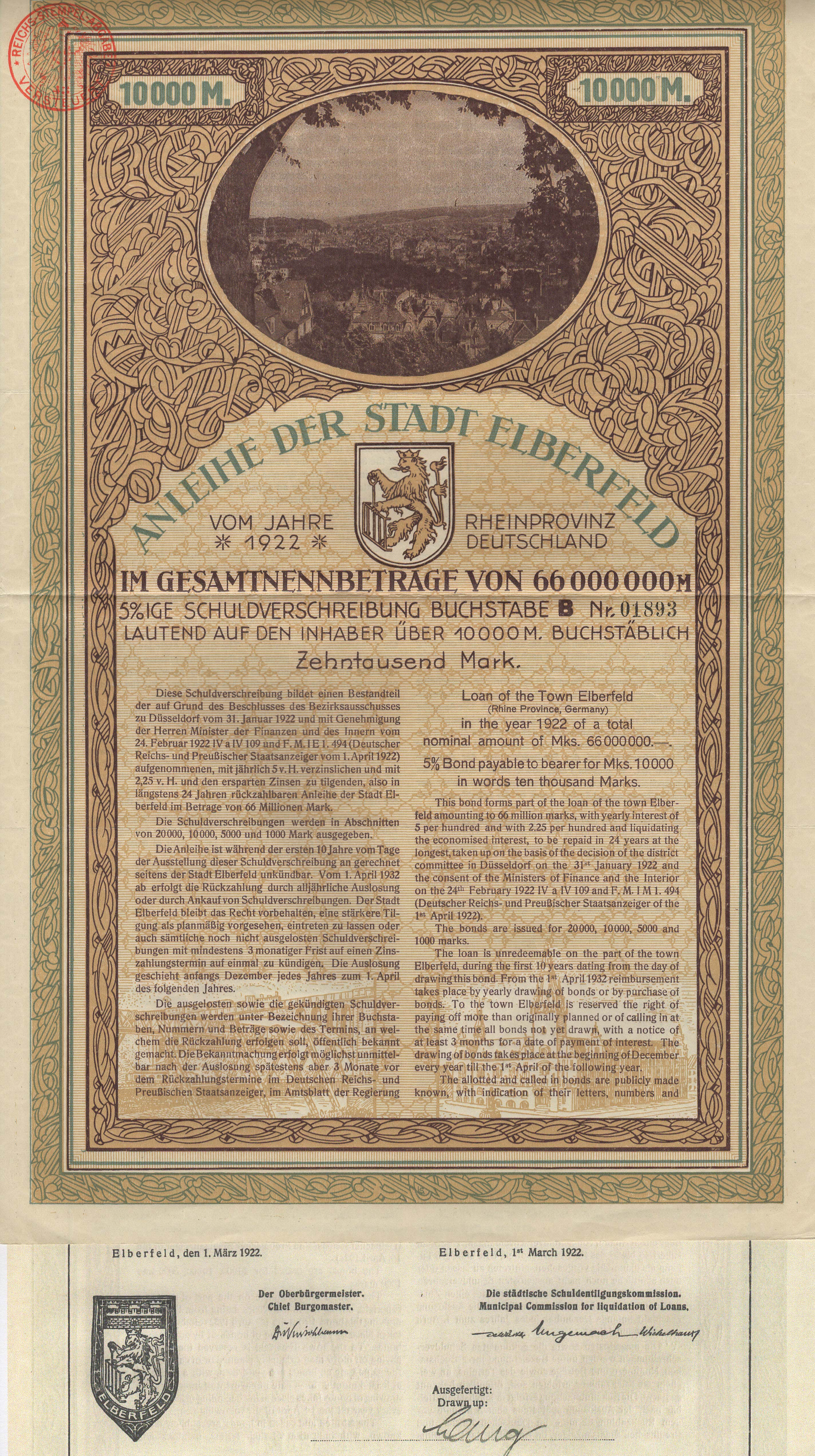
Anleihe der Stadt Elberfeld vom 1. März 1922 mit Unterschrift von Max Kirschbaum

Max Kirschbaum (* 23. Oktober 1882; † 8. Juli 1932 in München) war ein deutscher Politiker. Er war von 1920 bis 1929 der letzte Oberbürgermeister der Stadt Elberfeld.

## Leben

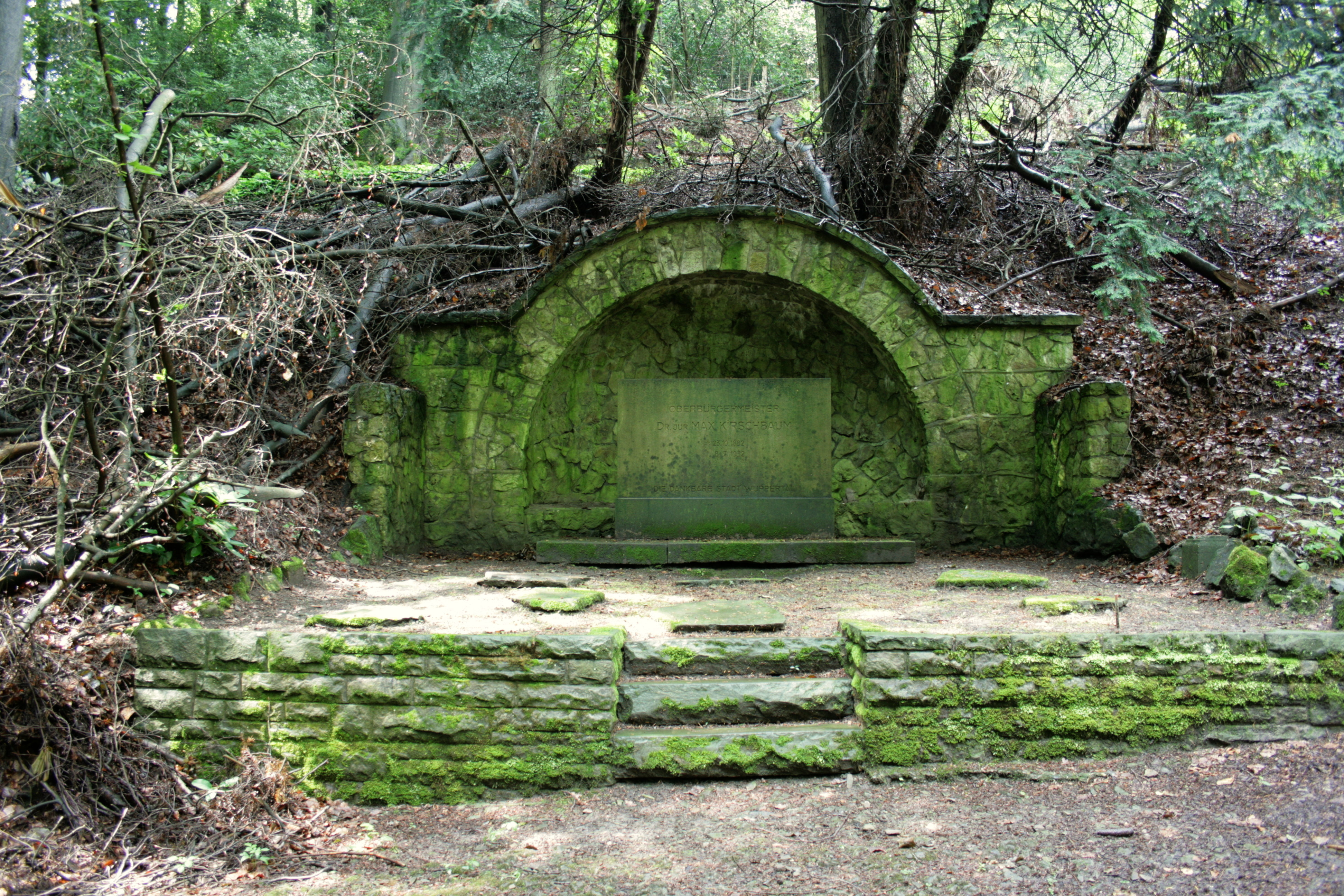
Ehrengrab M. Kirschbaum auf den Friedhof Krummacherstraße

Kirschbaum war erst promovierter Jurist, bevor er am 1. Oktober 1920 zum Nachfolger von Paul Hopf ins Amt des Oberbürgermeisters gewählt wurde. Sein Amt endete am 31. Juli 1929 mit der Vereinigung der Städte Elberfeld und Barmen zu der Stadt Wuppertal, deren Oberbürgermeister der frühere Barmer Oberbürgermeister Paul Hartmann wurde.
Er starb in München, wurde allerdings auf dem Reformierten Friedhof in Varresbeck begraben.

## Quelle
- Stadtarchiv Wuppertal

| Personendaten    | Personendaten                                                |
| ---------------- | ------------------------------------------------------------ |
| NAME             | Kirschbaum, Max                                              |
| KURZBESCHREIBUNG | deutscher Politiker, letzter Oberbürgermeister von Elberfeld |
| GEBURTSDATUM     | 23. Oktober 1882                                             |
| STERBEDATUM      | 8. Juli 1932                                                 |
| STERBEORT        | München                                                      |